# William F. McKee

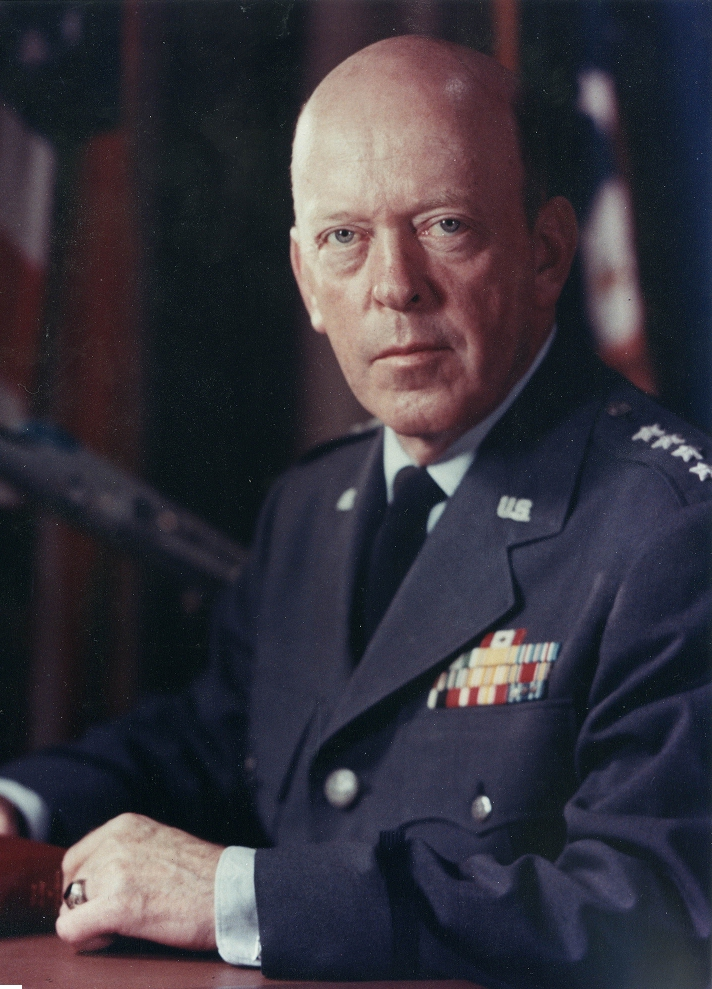
General William F. McKee (1962)

William Fulton McKee (* 17. Oktober 1906 in Chilhowie, Smyth County, Virginia; † 28. Februar 1987 in San Antonio, Bexar County, Texas) war ein US-amerikanischer Offizier und zuletzt General der US Air Force, der unter anderem zwischen 1962 und 1964 Vize-Chef des Stabes der Luftstreitkräfte (Vice Chief of Staff of the Air Force) war. Er fungierte zudem von 1965 bis 1968 als Administrator der Bundesluftfahrtverwaltung FAA (Federal Aviation Administration).

## Leben

### Offiziersausbildung und Verwendungen als Offizier in der Zwischenkriegszeit
William Fulton McKee war eines von fünf Kindern von Thomas Kitzmiller McKee (1873–1966) und Mattie Lorena St. John McKee (1876–1942). Er begann nach dem Schulbesuch eine Offiziersausbildung an der US Military Academy (USMA) in West Point, die er am 13. Juni 1929 beendete. Im Anschluss wurde er als Second Lieutenant des Küstenartilleriekorps (13th Army Coast Artillery Corps) in die US Army übernommen und fand zunächst Verwendung im 13. Küstenartillerieregiment (Coast Artillery) in Fort Barrancas sowie im Anschluss als Batterieoffizier des 1. Küstenartillerieregiments in Fort Randolph in der Panamakanalzone. Anschließend wurde er als Batteriechef zum 63. Küstenartillerieregiment im Fort MacArthur versetzt und war später Assistierender Adjutant der Hafenverteidigung von Los Angeles sowie dortiger Verwaltungsoffizier des Civilian Conservation Corps (CCC), eine von der Bundesregierung der Vereinigten Staaten organisierte Arbeitsbeschaffungsmaßnahme für junge Arbeitslose in den Jahren 1933 bis 1942.
Im September 1935 begann er eine Ausbildung an der Küstenartillerieschule (Coast Artillery School) in Fort Monroe und wurde nach deren Abschluss im Juni 1936 nach Fort Mills in Corregidor auf den Philippinen versetzt. Dort war er Regimentsadjutant, Offizier für Planungsausbildung und Nachrichtendienste sowie Batteriechef im 3. Küstenartillerieregiment. Im Oktober 1938 kehrte er in die USA zurück und wurde zum Militärstützpunkt Presidio in der Bucht von San Francisco versetzt, wo er Assistent des G-2-Stabsoffiziers des IX. Korps (IX Corps) war. Im Oktober 1939 folgte seine Abordnung ins Fort Buchanan in Puerto Rico und war dort erst Batteriechef sowie zuletzt Kommandeur des 66. Küstenartillerieregiments, welches in Puerto Rico in der Zeit nach Borinquen Field verlegt wurde. Daraufhin wurde er als Verwaltungsstabsoffizier zum Karibischen Abfangjägerkommando (Caribbean Interceptor Command) versetzt, deren damaliger Kommandeur Generalmajor Follett Bradley war. Im Oktober 1941 kehrte er in die USA zurück und war Kommandeur des 1. Bataillons sowie Regimentsadjutant des 71. Küstenartillerieregiments in Fort Story, wobei er diese Funktionen auch beibehielt als seine Division zum Marinestützpunkt nach Norfolk verlegt wurde.

### Zweiter Weltkrieg

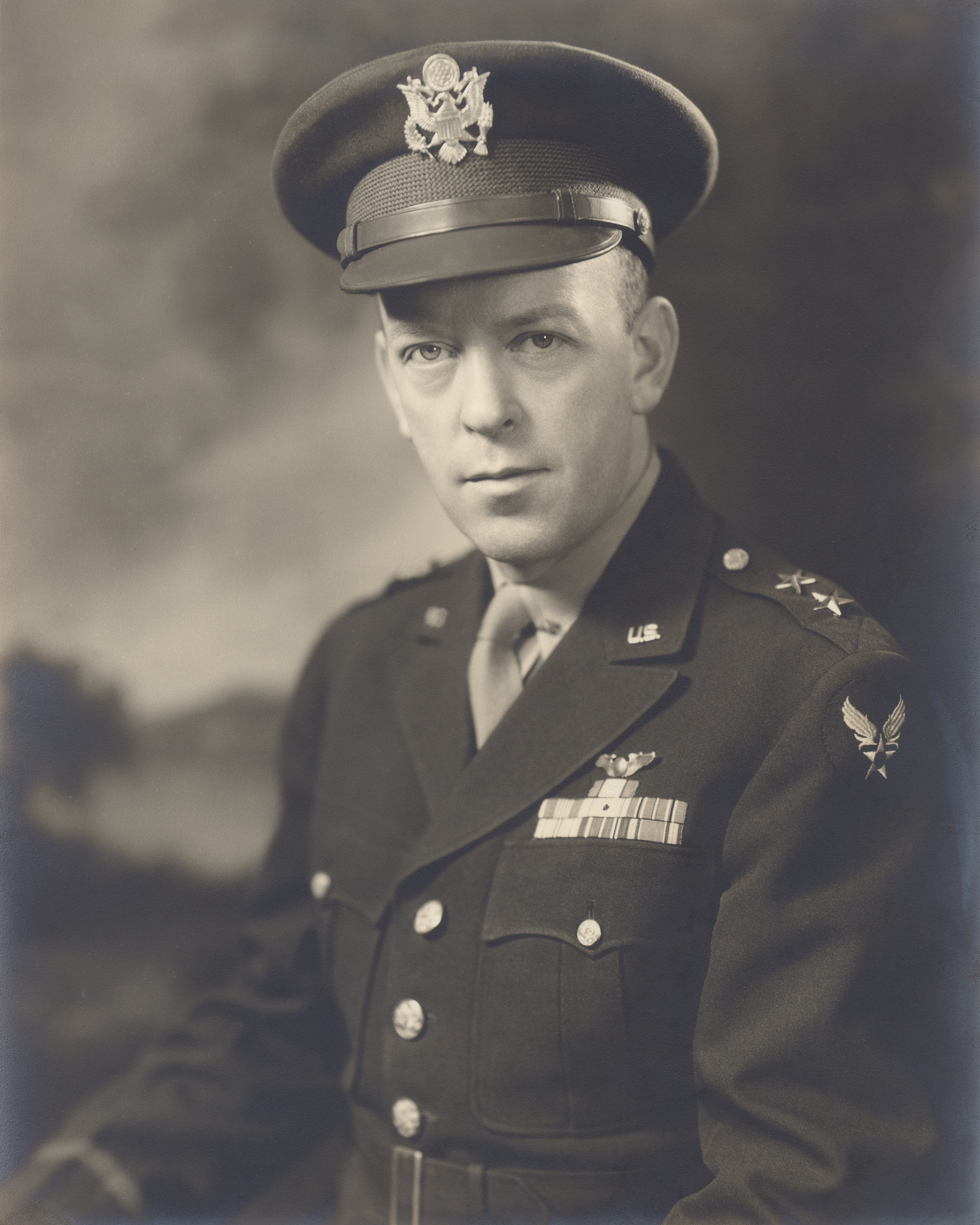
William F. McKee als Generalmajor.

Nach dem japanischen Angriff auf Pearl Harbor am 7. Dezember 1941 und dem damit verbundenen Eintritt der USA in den Zweiten Weltkrieg am 11. Dezember 1941 wurde er am 1. Februar 1942 Lieutenant-Colonel der Army of the United States (AUS) und war als solcher zunächst bis zum 8. März 1942 Assistierender Chef der Sektion Personalgewinnung der Personalabteilung (A-1) im Hauptquartier der Heeres-Luftstreitkräfte (US Army Air Forces), die am 20. Juni 1941 aus dem US Army Air Corps hervorgegangen sind. Er war zwischen dem 9. März und dem 31. Dezember 1942 Verwaltungsstabsoffizier im Büro des Direktors für Luftverteidigung im Hauptquartier der US Army Air Forces und erhielt am 14. September 1942 den Rang eines Colonel der US Army Air Forces.
Im weiteren Kriegsverlauf war er zwischen dem 1. Januar und dem 30. Juni 1943 Verwaltungsstabsoffizier der Flugabwehrdivision (Anti-Aircraft Division) im Hauptquartier der US Army Air Forces und dort daraufhin vom 1. Juli 1943 bis zum 30. Juni 1945 stellvertretender Assistierender Chef für Operationen, Anforderung und Bedarfe des Luftstabes. In dieser Verwendung wurde er am 23. Januar 1945 Brigadier General der Army of the United States.

### Nachkriegszeit,Vice Chief of Staff of the US Air Forceund Administrator derFederal Aviation Administration

McKee war zwischen 1965 und 1968 Administrator der Bundesluftfahrtverwaltung FAA (Federal Aviation Administration).

Nach der bedingungslosen Kapitulation der Wehrmacht am 8. Mai 1945 und dem damit verbundenen Ende des Zweiten Weltkrieges auf dem europäischen Kriegsschauplatz, fungierte er vom 1. Juli bis zum 31. Dezember 1945 zunächst als stellvertretender Assistierender Chef für Operationen und Ausbildung (A-3) im Hauptquartier der US Army Air Forces und wurde für seine Verdienste am 27. Dezember 1945 mit der Army Distinguished Service Medal ausgezeichnet. Er übernahm daraufhin zwischen dem 1. Januar und dem 27. Juli 1946 den Posten als Chef des Stabes des Lufttransportkommandos ATC (Air Transport Command) und wurde in dieser Funktion am 13. Juni 1946 in den regulären Dienstgrad eines Major befördert. Er war zwischen dem 20. September und dem 16. Dezember 1946 kurzzeitig Kommandeur der Europa-Division des Lufttransportkommandos sowie danach vom 17. Dezember 1946 bis August 1947 Kommandeur des Hauptquartierkommandos der US-Luftstreitkräfte in Europa USAFE (US Air Forces in Europe) in Wiesbaden.
In dieser Zeit war McKee an der Gründung der US Air Force beteiligte, die formell am 18. September 1947 aus den US Army Air Forces (USAAF) entstand. Er war zwischen dem 15. August 1947 und dem 9. Juni 1953 Assistierender Vize-Chef des Stabes (Assistant Vice Chief of Staff, Headquarters US Air Force) und wurde am 31. Oktober 1947 Major General der Air Force of the United States sowie am 25. September 1949 zum Brigadier General der US Air Force befördert. 1953 wurde er erneut mit der Air Force Distinguished Service Medal (Army Design) geehrt. Er fungierte zwischen dem 10. Juni 1953 und dem 31. März 1961 Vize-Kommandeur des Luftmaterialkommandos AMC (Air Materiel Command) und war als solcher zwischen dem 1. und dem 14. März 1959 auch einmal kurzzeitig kommissarischer Kommandeur (Acting Commanding General) des AMC. Am 1. April 1961 wurde er zunächst Vize-Kommandeur des aus dem Luftmaterialkommandos hervorgegangenen Logistikkommandos und war daraufhin zwischen dem 1. August 1961 und dem 30. Juni 1962 Kommandierender General des Logistikkommandos (Commanding General, Air Force Logistics Command).
Am 1. Juli 1962 wurde William F. McKee als General Nachfolger von General Frederic H. Smith, Jr. als Vize-Chef des Stabes der Luftstreitkräfte (Vice Chief of Staff of the Air Force) und verblieb auf diesem Posten bis zu seinem Eintritt den Ruhestand am 31. Juli 1964, woraufhin General John P. McConnell ihn ablöste. 1964 wurde er erneut mit der Air Force Distinguished Service Medal (Army Design) ausgezeichnet. Nach seinem Ausscheiden aus dem aktiven Militärdienst wurde er zunächst Sonderassistent beim Administrator der NASA, James Edwin Webb.
Am 1. Juli 1965 übernahm er von Najeeb Halaby das Amt als Administrator der Bundesluftfahrtverwaltung FAA (Federal Aviation Administration). Dieses behielt er bis zum 31. Juli 1968, ehe John H. Shaffer am 24. März 1969 neuer FAA-Administrator wurde.
McKee, der mit Gertrude Scheele McKee (1906–1990) verheiratet war, wurde nach seinem Tode auf dem Nationalfriedhof Arlington beigesetzt.

## Auszeichnungen
Auswahl der Dekorationen, sortiert in Anlehnung der Order of Precedence of Military Awards:
- Army Distinguished Service Medal (3 x)
- Army Commendation Medal

## Veröffentlichungen
- Recurring logistic problems as I have observed them, Center of Military History, US Army, Washington, D.C., posthum 1991